# Liste der denkmalgeschützten Objekte in Neuhaus am Klausenbach
Die Liste der denkmalgeschützten Objekte in Neuhaus am Klausenbach enthält die 6 denkmalgeschützten, unbeweglichen Objekte der Gemeinde Neuhaus am Klausenbach im Burgenland (Bezirk Jennersdorf).

## Denkmäler
| Foto |                 | Denkmal                                                                            | Standort                                              | Beschreibung | Metadaten |
| ---- | --------------- | ---------------------------------------------------------------------------------- | ----------------------------------------------------- | --- | --- |
| ja   | Datei hochladen | Wegkapelle HERIS-ID: 15370 Objekt-ID: 11614seit 15. Oktober 2002                   | Standort KG: Bonisdorf                                | | BDA-Hist.: Q37775048 Status: § 2a Stand der BDA-Liste: 2025-06-30 Name: Wegkapelle GstNr.: 62                                                                |
| ja   | Datei hochladen | Kath. Pfarrkirche hl. Stefan HERIS-ID: 15263 Objekt-ID: 11506seit 15. Oktober 2002 | Am Schlossberg 14 Standort KG: Neuhaus am Klausenbach | Die Kirche wurde im 17. Jahrhundert neu errichtet und 1690 geweiht. Der Saalbau mit eingezogenem Polygonalchor hat einen vorgestellten Kirchturm im Süden, welcher im 18. Jahrhundert mit einem weiteren Obergeschoß mit Zwiebelhelm erhöht wurde. Das Kirchenschiff mit Flachdecke erhielt im 18. Jahrhundert eine platzlgewölbte Orgelempore. Der Chor hat ein Tonnengewölbe mit Stichkappen.                                                                    | BDA-Hist.: Q2344377 Status: § 2a Stand der BDA-Liste: 2025-06-30 Name: Kath. Pfarrkirche hl. Stefan GstNr.: 1 Katholische Pfarrkirche Neuhaus am Klausenbach |
| ja   | Datei hochladen | Evangelisches Pfarrhaus HERIS-ID: 24938 Objekt-ID: 21351seit 15. Oktober 2002      | Am Schlossberg 16 Standort KG: Neuhaus am Klausenbach | | BDA-Hist.: Q37888764 Status: § 2a Stand der BDA-Liste: 2025-06-30 Name: Evangelisches Pfarrhaus GstNr.: 16 Evangelisches Pfarrhaus (Neuhaus am Klausenbach)  |
| ja   | Datei hochladen | Burgruine Neuhaus HERIS-ID: 15265 Objekt-ID: 11508                                 | Am Schlossberg 21 Standort KG: Neuhaus am Klausenbach | Die Burg wurde im 14. Jahrhundert errichtet und im Jahre 1467 zerstört, danach wiederhergestellt, und kam im Jahre 1607 in den Besitz der Familie Batthyány. Seit der Mitte des 17. Jahrhunderts verfällt die Burg. Die Burgruine zeigt einen fünfeckigen Grundriss mit Mauerresten mit spitzbogigen Öffnungen. | BDA-Hist.: Q1015436 Status: Bescheid Stand der BDA-Liste: 2025-06-30 Name: Burgruine Neuhaus GstNr.: 29/1, 30 Neuhaus am Klausenbach Castle                  |
| ja   | Datei hochladen | Tabor-Schlösschen HERIS-ID: 15266 Objekt-ID: 11509                                 | Taborstraße 3 Standort KG: Neuhaus am Klausenbach     | Das Schloss mit hakenförmigem Grundriss ließ im Jahre 1469 der steirische Söldnerführer Ulrich Pessnitzer erbauen. Ab 1607 war das Schloss im Besitz der Batthyánys und diente als Ausweichquartier für die verfallene Burg Neuhaus. Es wurde in Folge barockisiert. Eine Seite der Burg hat einen runden, turmähnlichen Abschluss. Der Hof des Schlosses mit zweigeschoßigen Arkaden wird im Sommer für die Aufführung von Opern und für Veranstaltungen genutzt. | BDA-Hist.: Q21863402 Status: Bescheid Stand der BDA-Liste: 2025-06-30 Name: Tabor-Schlösschen GstNr.: 1516, 1517, 1518, 1519 Schloss Tabor                   |
| ja   | Datei hochladen | Evang. Pfarrkirche A.B. HERIS-ID: 15264 Objekt-ID: 11507seit 15. Oktober 2002      | Standort KG: Neuhaus am Klausenbach                   | Das Kirchengebäude wurde 1794 als Toleranzbethaus errichtet. Zur besseren Erkennbarkeit als Kirche wurde 1801 ein Kirchturm ergänzt. | BDA-Hist.: Q1381093 Status: § 2a Stand der BDA-Liste: 2025-06-30 Name: Evang. Pfarrkirche A.B. GstNr.: 15 Evangelische Pfarrkirche Neuhaus am Klausenbach    |